# Ralpacan
Ralpacan (Tibetanska: རལ་པ་ཅན, Wylie: ral pa can), född Tritsuk Detsen (Tibetanska: ཁྲི་གཙུག་ལྡེ་བཙན, Wylie: khri gtsug lde btsan) omkring år 806, var enligt traditionella källor den 41:a kungen av Tibet. Hans regeringstid var från hans faders död omkring år 815 till 838.
Han var den andre av fem bröder. Den äldste, prins Tsangma (Wylie: Lha sras gtsang ma), avgav buddhistiska löften. Den tredje, Langdarma var starkt emot buddhismen, och regerade efter Ralpacan. De två yngsta bröderna dog vid tidig ålder.
Ralpacan anses vara mycket viktig för den tibetanska buddhismens historia, och nämns tillsammans med Songtsän Gampo och Trisong Detsen som en av tre dharmakungar (Wylie: chosgyal).

## Politisk aktivitet
Det Tibetanska imperiet nådde sin kulmen under hans regeringstid, och inkluderade då delar av Kina, Indien, Nepal, Kungadömet Khotan, Baltistan, Pakistan (Gilgit och Hunza), Zhangzhung, Turkestan, Sogdiana, och Yugur.
Ralpacans politiska makt stärktes av Zhang 'Bro sTags militära ledarskap. År 810 skrev Tang Xianzong till Ralpacan och bad om att få tillbaka tre prefekturer. 9 år senare attackerade Zhang 'Bro sTag den kinesiska staden Yanzhou. Under fredsförhandlingarna som ägde rum år 821 ledde han ännu en våldsam attack mot kineserna.
Ralpacans regeringstid karaktäriseras av konflikter med Kina och imperiet Uyghur Khaganate i norr. Tibetanerna attackerade Uyghurs territorium år 816, och tibetanerna blev attackerade av dem år 821. Fredsförhandlingarna som avslutades mellan Kina och Tibet år 821/822 resulterade dock i över två decennier av fred. Tibet gjorde även fred med Uyghurerna.

## Buddhism
Ralpacan bidrog starkt till buddhismen i Tibet, och bjöd in många hantverkare, forskare och översättare i Tibet från Kina, Nepal Kashmir och kungadömet Khotan. Han stötte också utvecklingen av tibetansk litteratur och tibetanska översättningar, vilket starkt bidrog till utvecklingen av ett detaljerat lexikon från sanskrit till Tibetanska kallat Mahavyupatti. Detta verk inkluderade tibetanska motsvarigheter till tusentals ord på sanskrit.
Ralpacan ansågs vara en emanation av Vajrapani, och uppmuntrade tibetanska forskare att översätta buddhistiska skrifter till tibetanska.

## Död och efterträdare
Ralpacan var enligt den tibetanska traditionen, mördad av två Bon präster som sedan ersatte honom med hans anti-buddhistiska bror Langdarma. En del källor antyder dock att hans död var en olycka, medan det i Tangshu står att han dog som följd av sjukdom.